# Provincia Autonoma di Kosovo e Metohija (1990-)
1. REDIRECT Kosovo e Metochia